# Усама (роман)
«Усама» — роман писателя Леви Тидхар в жанре альтернативной истории, нуара и метапрозы, опубликованный в 2011 году.

## Сюжет
Действие разворачивается в альтернативной вселенной, где отсутствует терроризм. Частного детектива нанимают для поисков таинственного Майкла Лонгшота, автора популярной серии романов о вымышленном линчевателе — Усаму бен Ладена.

## Критика и награды
В 2011 номинирован на красное щупальце Китчис. Так же в этом году был номинирован на премию Британской ассоциации научной фантастики в номинации лучший роман.
В 2012 номинирован на мемориальная премию Джона В. Кэмпбелла за лучший научно-фантастический роман, но был отмечен похвальным отзывом.
В 2012 году роман удостоен всемирной премии фэнтези за лучший роман.
Publishers Weekly охарактиризовал его как «необычное и загадочное», но с «менее чем строгой внутренней логикой».
The Guardian увидел концептуальные параллели с романом Филипа Дика «Человек в высоком замке», подчеркнув, что цель Тидхара «показать, что за каждым искусственным врагом стоит настоящий человек».
Мир фантастики в целом положительно отозвался о романе отметив сюжет и многослойность.

## Примечание
1. ↑  The Kitschies: 2011 Finalists (англ.). Pornokitsch.com (13 января 2012). Дата обращения: 13 января 2012. Архивировано 25 июня 2021 года.
2. ↑  BSFA Awards coming up – how to vote! (англ.). bsfa.co.uk (27 марта 2012). Архивировано 26 января 2021 года.
3. ↑  John W. Campbell Memorial Award 2012 (англ.). Science Fiction Awards Database. Locus. Дата обращения: 31 июля 2016. Архивировано 29 июня 2015 года.
4. ↑  Fiction Book Review: Osama by Lavie Tidhar. PS Publishing (www.pspublishing.co.uk), $32 (276p) ISBN 978-1-848631-92-02 (англ.). publishersweekly.com (10 марта 2011). Дата обращения: 6 марта 2021. Архивировано 24 июня 2018 года.
5. ↑  Damien G Walter. The political possibilities of SF (англ.) (11 октября 2011). Дата обращения: 6 марта 2021. Архивировано 29 июля 2019 года.
6. ↑  Артём Киселик. Леви Тидхар «Усама»: нуар-детектив в духе Филипа Дика (31 января 2020). Дата обращения: 6 марта 2021. Архивировано 5 марта 2021 года.